# 胡夸帕
胡夸帕（西班牙語：Jucuapa），是薩爾瓦多的城鎮，位於該國東南部，由烏蘇盧坦省負責管轄，面積36.11平方公里，海拔高度492米，2007年人口18,442，人口密度每平方公里510.72人。